# Hesperelaea
Hesperelaea es un género monotípico de plantas perteneciente a la familia Oleaceae. Su única especie: Hesperelaea palmeri A.Gray, Proc. Amer. Acad. Arts 11: 83 (1876), es originaria de la Isla de Guadalupe.